# The Videos 86–98
The Videos 86>98 — збірник музичних кліпів британської групи Depeche Mode, що містить майже два десятки музичних відео, знятих різними режисерами. Вийшов у 1998. У плані добірки кліпів та оформлення обкладинки він відповідає музичного збірника The Singles 86>98.
Оригінальний реліз вийшов на VHS і DVD. Однак, існує спеціальне видання тільки на DVD, що отримало назву Videos 86>98+ (без артикля, зі знаком плюса), що вийшло у 2002 році. Воно включає два диски: перший ідентичний оригінальному DVD, другий диск містить бонусний матеріал, якому не знайшлося місця в оригінальному виданні.

## Трек-лист
1. Intro
2. Stripped
3. A Question of Lust
4. A Question of Time
5. Strangelove
6. Never Let Me Down Again
7. Behind the Wheel
8. Little 15
9. Everything Counts
10. Personal Jesus
11. Enjoy the Silence
12. Policy of Truth
13. World in My Eyes
14. I Feel You
15. Walking in My Shoes
16. Condemnation
17. In Your Room
18. Barrel of a Gun
19. It's No Good
20. Home
21. Useless
22. Only When I Lose Myself
23. Depeche Mode - A Short Film

## Сертифікації
| Регіон                                       | Сертифікація | Продажі |
| -------------------------------------------- | ------------ | ------- |
| Польща (ZPAV)                                | Золотий      | 5000*   |
| *продажі, що базуються лише на сертифікаціях |              |         |